# Museu del Telègraf
El Museu del Telègraf, a la zona del Centre Històric de la Ciutat de Mèxic al carrer de Tacuba núm. 8 a la Delegació Cuahtémoc entrant pel carrer Xicoténcatl, va ser creat amb la finalitat de mostrar la història del primer mitjà de comunicació instantània i evolució de les telecomunicacions a Mèxic. Es va fundar el 22 de novembre de 2006 i forma part d'una secció del lloc que ocupa el Museu Nacional d'Art de Mèxic. El museu exposa al llarg de 150 anys d'història l'evolució d'aquest mitjà de comunicació, des de la seva arribada a Mèxic el 1949 fins a l'última transmissió el 1992. Alberga una gran col·lecció d'alguns aparells telegràfics de diferents èpoques i reproduccions de telegrames importants al llarg de la història de Mèxic juntament amb recursos didàctics que ajuden al seu millor enteniment de la seva història.
L'edifici va ser construït entre l'any de 1904 i 1911 obra de l'arquitecte italià Silvio Conttri i que originalment va ser fet per ser la seu del Palau de la Secretària de Comunicacions i Obres Públiques fins a l'any de 1955, després d'aquesta data en l'immoble van romandre només les instal·lacions de l'Administració Central de Telègrafs juntament amb el Sindicat fins que el 1973 les zones desocupades van ser utilitzades per albergar l'Arxiu General de la Nació. Finalment el 1981 es traslladà a altres instal·lacions l'Arxiu General i se cedeix per crear el Museu Nacional d'Art (MUNAL pertanyent a l'Instituto Nacional de Bellas Artes